# Nowa Sól
Nowa Sól (en alemany: Neusalz an der Oder) és una ciutat prop del riu Oder al Voivodat de Lubusz, a la Polònia Occidental. És la capital del Comtat de Nowa Sól, i té una població de 40.351 persones (2006).

## Història
El primer assentament a la regió de la moderna Nowa Sól data del segle xiv, quan el territori era sota sobirania del Regne de Bohèmia. Per tal d'acabar amb la dependència de Silèsia de la sal de Polònica, l'Emperador Ferran I va fundar el domini reial Zum Neuen Saltze el 1563. La sal marina, originalment provinent de La Rochelle i la costa de la península Ibèrica, era transportada des d'Hamburg i Stettin (Szczecin) a través del navegable riu Oder. Una inundació el 1573 va portar a la reubicació de la refineria de sal a la propera vila de Modritz (Modrzyca); l'oficina de l'administrador és ara l'ajuntament. L'assentament va ser anomenat Neusalzburg ("Nova Salzburg") el 1585 i posteriorment consta documentat com a Neusalz ("Nova Sal"). El 1592 va ser construït sobre el riu Oder un port comercial. L'església protestant de Sant Miquel, construïda el 1591-97, es va convertir al catolicisme romà el 1654.

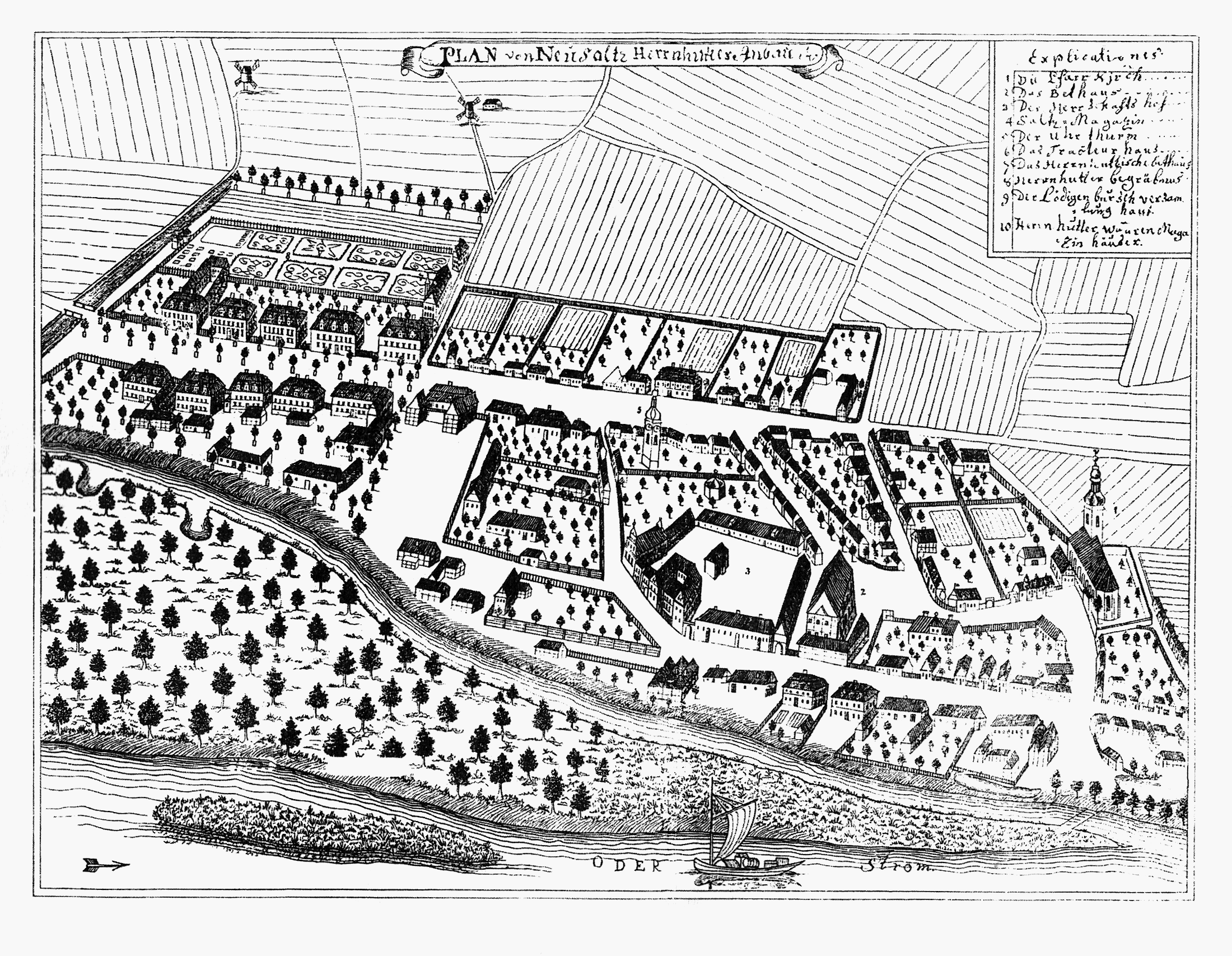
Neusalz al segle XVIII

L'arribada de comerciants holandesos i anglesos a la mar Bàltica a les darreries del segle xvi va portar a dificultats en el proveïment de sal no refinada. La rendibilitat de l'empresa també va ser obstaculitzada pels peatges a l'Oder imposats pel Marcgraviat de Brandenburg. La refinació de la sal a Neusalz gairebé es va ensorrar durant la Guerra dels Trenta Anys (1618-1648), mentre que la recuperació es veié obstaculitzada pel comerç de la sal de Brandenburg i després a Polònia. Com a governant de la Pomerània sueca, Suècia va impedir que la sal arribés a la ciutat de Stettin el 1710. Tres anys més tard Neusalz va esdevenir un lloc avançat de la sal de Magdeburg i Halle.

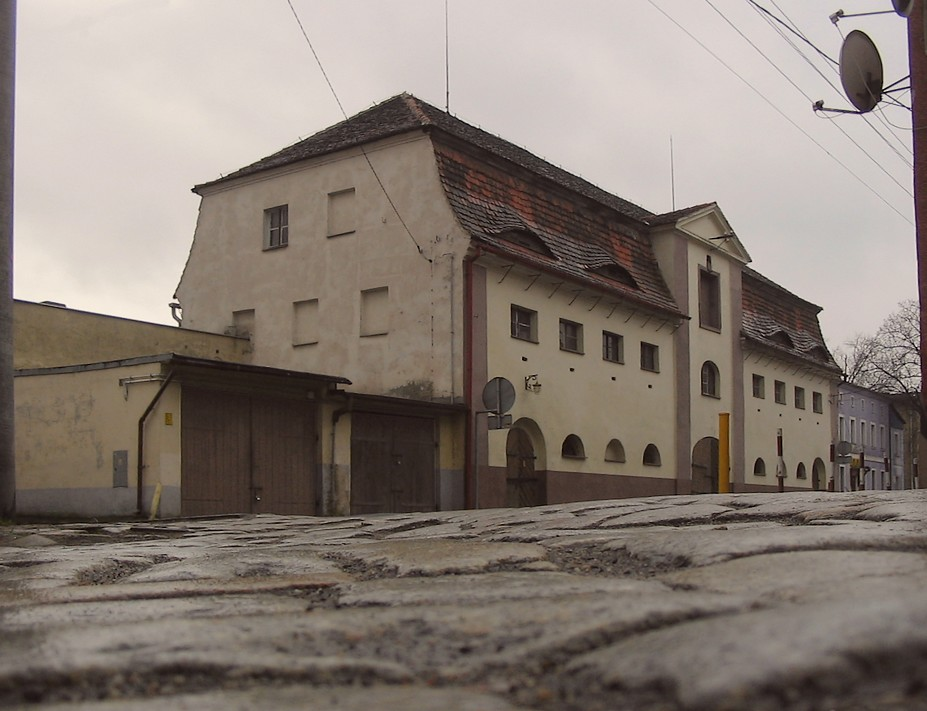
Magatzem de sal, al segle XVIII

Neusalz es va desenvolupar fins a ser un dels més grans ports de l'Oder a la Silèsia, i acaparà la major part del tràfic de sal pel riu. Fou annexionada pel Regne de Prússia el 1742, en virtut del Tractat de Breslau. Quan el rei Frederic II de Prússia va atorgar drets de ciutat a Neusalz, el 9 d'octubre de 1743 i inicià plans per expandir la ciutat, tenia 97 cases. El mateix any també s'hi va fundar una colònia de l'Església Morava. Després de la batalla de Kunersdorf, Neusalz va ser saquejada el 24 de setembre de 1759. Es van incendiar quaranta cases, així com la comunitat de Moravia, que va ser restaurada el 1763.
Després de la Guerres Napoleòniques, Neusalz va ser administrada dins dels Landkreis Freystadt i. Niederschles de la Silèsia prussiana. El modern desenvolupament industrial va començar al segle xix, quan s'hi van obrir noves fàbriques, especialment de lli i d'acer. Neusalz es va connectar per primer cop amb el sistema ferroviari silesià el 1871, el mateix any que la ciutat va esdevenir part de l'Imperi Alemany durant la unificació d'Alemanya. L'expansió i modernització el port varen començar l'11 d'octubre de 1897. Neusalz va passar a formar part de la província de la Baixa Silèsia prussiana el 1919. Un pont de fusta sobre l'Oder, construït originalment el 1870, va ser reconstruït en formigó armat el 1932
Durant la segona Guerra Mundial Neusalz va ser la seu d'un camp de treball vinculat al camp de concentració de Gross-Rosen. Les tropes alemanyes van destruir el pont de formigó, el 9 de febrer de 1945, però l'Exèrcit Roig va entrar Neusalz el 13/14 de febrer de 1945. Un cert nombre d'edificis varen cremar, inclosa l'església catòlica. La ciutat va ser posada sota administració polonesa d'acord amb el que estableix la Conferència de Potsdam i fou reanomenada com a Nowa Sól. Els alemanys que restaven a la ciutat foren expulsats i substituïts per polonesos.
Nowa Sól va ser reconstruïda com a centre industrial i administratu, superposant-se a la propera Kożuchów. Entre 1975 i 1998 formà part del Voivodat de Zielona Góra, i posteriorment formà part del Voivodat de Lubusz. La ciutat apareix al documental 5000 miles, sobre una família de Wisconsin als Estats Units que volen adoptar un nen polonès.

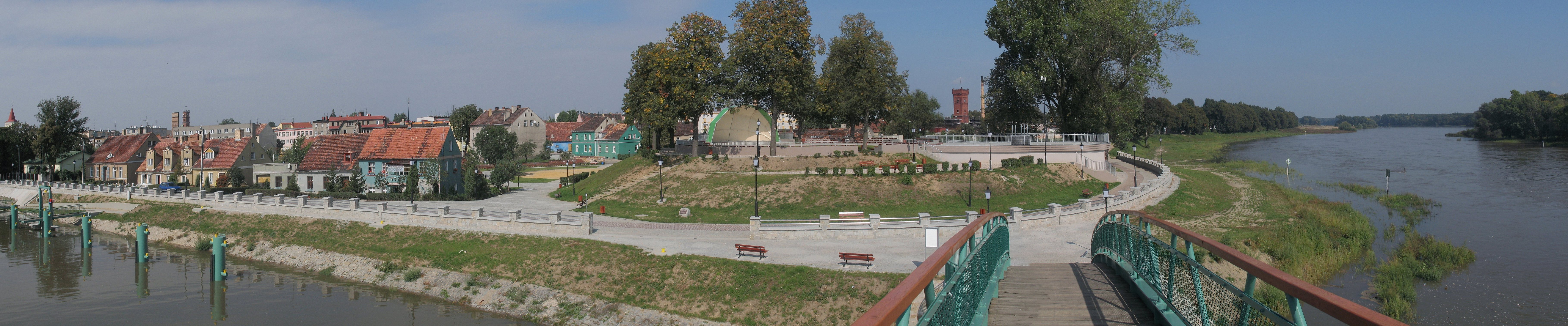
Vista panoràmica de Nowa Sól des de l'Oder

## Persones notables
- Christian David Gebauer (1777–1831), pintor
- Gustav A. Schneebeli (1853–1923), polític
- Otto Jaekel (1863–1929), paleontòleg
- Alfred Saalwächter (1883–1945), almirall
- Seweryn Krajewski (n. 1947), músic
- Janusz Liberkowski (n. 1953), guanyador de la primera edició d'American Inventor
- Józef Młynarczyk (n. 1953), exfutbolista
- Bogdan Bojko (n. 1959), polític

## Població
- 1743: 800[4]
- 1787: 1,503
- 1825: 2,211
- 1868: 5,109
- 1890: 9,075
- 1905: 13,002
- 1929: 14,300 to 16,300 (aglomeració)
- 1939: 17,326
- 1961: 27,425
- 1970: 33,386